# Guillaume IV. de Flavacourt
Guillaume (IV.) de Flavacourt († 1. Mai 1359 in Rouen) war ein französischer Prälat, der lange Jahre als Erzbischof von Auch (1323–1357) amtierte, anschließend als Erzbischof von Rouen (1357–1359).

## Leben
Guillaume de Flavacourt entstammt dem Adel des Vexin. Er ist der Sohn von Guillaume (III.) de Flavacourt, Seigneur de Flavacourt, und Jacqueline du Fay, und der Großneffe von Guillaume (II.) de Flavacourt, der von 1278 bis 1306 Erzbischof von Rouen war.
In jungen Jahren wurde er Kanoniker an der Kathedrale von Rouen, ohne Zweifel zur Amtszeit seines Großonkels, also vor 1306, dann Archidiakon, eine Pfründe, die er bis zu seinen ersten eigenen Bischofsstuhl innehatte. Er wurde der Kanzler von Karl dem Schönen, damals noch Graf von La Marche, dem Bruder des Königs Philipp der Lange, und dann auch dessen (Karls) Kandidat für die Nachfolge von Gilles Aycelin de Montaigut als Erzbischof, als dieser am 23. Juni 1318 starb. Papst Johannes XXII. zog – mit Unterstützung des Königs – jedoch Guillaume de Durfort vor.
Als Entschädigung wurde er am 9. Juli 1319 zum Bischof von Viviers ernannt. Am 16. Juni 1322 wurde er Bischof von Carcassonne und am 26. August 1323 dank der Unterstützung durch Karl von La Marche, jetzt König Karl IV, Erzbischof von Auch – ein Amt, das üblicherweise von den Grafen von Armagnac in Anspruch genommen wurde, aber vakant war, weil die Wahl Roger d’Armagnacs im Jahr 1319 durch das Domkapitel vom Papst nicht bestätigt worden war. Guillaume de Flavacourt wurde so der Repräsentant der Macht der Kapetinger im Midi, zumal er von 1325 bis 1356 auch Gouverneur des Languedoc war; 1340 wird er als Capitaine et lieutenant du Roi genannt, 1345, 1348 und 1350 als Lieutenant du Roi. 1343 gründete er eine heute verschwundene Bastide, die er nach seiner Heimat Flavacourt nannte, wie aus einem Brief an Papst Clemens VI. hervorgeht. Ab 1349 war er zudem Lieutenant du roi commandant en chef de Guyenne.
Papst Innozenz VI. ernannte Guillaume de Flavacourt schließlich am 18. Januar 1357 zum Erzbischof von Rouen, wo er bis zu seinem Tod amtierte. 1358 gründete er hier das Collège des Bons-Enfants, ein Haus für mittellosen Studenten in der Nähe der Porte Cauchoise. Er starb am 1. Mai 1359 in Rouen.